# Campioni italiani assoluti di atletica leggera - Staffetta 4×800 metri femminile
Questa pagina raccoglie un elenco di tutte le campionesse italiane dell'atletica leggera nella staffetta 4×800 metri, inserita nel programma dei campionati italiani assoluti di atletica leggera femminili dal 1970 al 1995, con l'eccezione degli anni dal 1977 al 1985 e 1990.

## Albo d'oro
| Anno      | Società (atlete)                                                                      | Prestazione           |
| --------- | ------------------------------------------------------------------------------------- | --------------------- |
| 1970      | Snia Libertas Torino Pipitone Angela Ramello Bruna Lovisolo Giuseppina Torello        | 9'37"4(m)             |
| 1971      | Snia Libertas Torino Giuseppina Torello Zina Boniolo Pipitone Paola Pigni             | 9'09"2(m)             |
| 1972      | Alco Torino Mauro Cecchetti Zina Boniolo Giuseppina Torello                           | 9'40"0(m)             |
| 1973      | Alco Torino Botta Elena Bosio Zina Boniolo Giuseppina Torello                         | 9'15"0(m)             |
| 1974      | Fiat Torino Zina Boniolo Bruna Lovisolo Giuseppina Torello Daniela Gregorutti         | 9'01"6(m)             |
| 1975      | SSV Brunico A. Mutschlechner Cristina Mutschlechner Monica Mutschlechner Gabi Winkler | (m)                   |
| 1976      | SNIA Milano Fulvia Furlan Angela Del Barba Loredana Alzati Alma Pescalli              | 9'05"21               |
| 1977-1985 | Gara non in programma                                                                 | Gara non in programma |
| 1986      | Snam Gas Metano Laura Faccio Tiziana Ramella Alessandra Corti Barbara Martinelli      | 8'55"17               |
| 1987      | Snam Gas Metano Barbara Martinelli Fabiola Piroddi Laura Faccio Nicoletta Tozzi       | 8'46"57               |
| 1988      | Snam Gas Metano Mandelli Maria Luisa Cilimbini Rossana Morabito Giuliana Cassani      | 8'54"17               |
| 1989      | SNIA BPD Milano Rossana Morabito Laura Rovelta Betty Molteni Mandelli                 | 8'46"40               |
| 1990      | Gara non in programma                                                                 | Gara non in programma |
| 1991      | Snam Gas Metano Nicoletta Tozzi Fabia Trabaldo Caterina Cescofrare Barbara Martinelli | 8'32"66               |
| 1992      | Snam Gas Metano Nicoletta Tozzi Caterina Cescofrare Valentina Tauceri Fabia Trabaldo  | 8'27"54               |
| 1993      | Snam Gas Metano Nicoletta Tozzi Caterina Cescofrare Paola Testa Fabia Trabaldo        | 8'44"67               |
| 1994      | Snam Gas Metano Marzia Gazzetta Paola Testa Caterina Cescofrare Fabia Trabaldo        | 8'49"11               |
| 1995      | Gruppo Sportivo Forestale Orietta Mancia Florinda Andreucci Patrizia Spuri Elisa Rea  | 8'46"58               |